# Іншеколи
Іншеколи (англ. Elsewhen) — науково-фантастична повість Роберта Гайнлайна. Твір опубліковано журналом Astounding Science Fiction в вересні 1941 під назвою «Elsewhere».
Також відоме під назвою «Перехрестя часів». Пізніше включене до збірки: «Завдання у вічності» (1953).

## Сюжет
Історія про професора філософії та п'ятьох студентів, які прийшли до нього на семінар. Професор пояснив їм, як використати свій мозок для повернення назад в часі і виправлення помилок у своєму житті. Застосувавши гіпноз, він свпромігся відправити їх у паралельні світи по їхньому вибору. Релігійний студент потрапив на Небеса, як він їх уявляв. Одна пара потрапила в світ, де приєдналася до війни проти інопланетних загарбників. Їм допомагала інша пара студентів та професор, який спромігся поділитися технологією, що принесла перемогу у цій війні.